# Aeroporti in Moldavia
Questa voce contiene un elenco degli aeroporti in Moldavia, ordinati per luogo.
| Nome                                        | ICAO | IATA | Città      | Uso                                         | Coordinate            |
| ------------------------------------------- | ---- | ---- | ---------- | ------------------------------------------- | --------------------- |
| Aeroporto Internazionale di Bălți-Leadoveni | LUBL | BZY  | Bălți      | certificato, voli occasionali               | 47.8381°N 27.7814°E   |
| Aeroporto Bălți-Città                       | LUBA |      | Bălți      |                                             | 47.7744°N 27.9575°E   |
| Aeroporto Internazionale di Cahul           | LUCH |      | Cahul      | certificato solo per i voli diurni          | 45°50′38″N 28°15′49″E |
| Aeroporto Internazionale di Chișinău        | LUKK | KIV  | Chișinău   | l'unico scalo internazionale della Moldavia | 46.9277°N 28.9309°E   |
| Aeroporto Internazionale di Mărculeşti      | LUBM |      | Mărculești | in attesa di certificazione                 | 47°51′45″N 28°12′45″E |
| Aeroporto di Soroca                         | LUSR |      | Soroca     | inoperativo                                 |                       |